# Tréméven, Côtes-d'Armor
Tréméven (tiếng Breton: Tremeven-Goueloù) là một xã của tỉnh Côtes-d'Armor, thuộc vùng Bretagne, tây bắc Pháp.

## Dân số
Người dân ở Tréméven được gọi là Trémévénais.